# Dave Righetti
David Allan Righetti (né le 28 novembre 1958 à San Jose, Californie, États-Unis) est un lanceur gaucher de baseball ayant joué dans les Ligues majeures de 1979 à 1995.
Surtout associé aux Yankees de New York, il a brillé autant comme lanceur partant que comme lanceur de relève. Comme partant, il a lancé un match sans point ni coup sûr en 1983 et a détenu divers record en relève, en tant que stoppeur.
De 2000 à 2017, Righetti est l'instructeur des lanceurs des Giants de San Francisco.

## Carrière
Premier choix de repêchage des Rangers du Texas en 1977, Dave Righetti est échangé aux Yankees de New York le 10 novembre 1978 dans une transaction impliquant plusieurs joueurs.
Il fait ses débuts dans les majeures à la fin de la saison 1979, avec trois présences au monticule. Il lance dans les mineures en 1980 et c'est en 1981 qu'il joue avec les Yankees sa saison recrue. Il remporte ses 8 premières victoires en carrière, ne perd que 4 décisions et domine les lanceurs de la Ligue américaine avec une moyenne de points mérités d'à peine 2,05. Il est élu recrue de l'année et aide son équipe à atteindre la Série mondiale.
Righetti est utilisé comme lanceur partant pour deux autres saisons. En 1983, où il réussit son sommet personnel de 14 victoires, il lance un match sans point ni coup sûr le 4 juillet dans un gain de 4-0 sur les Red Sox de Boston. Il s'agissait du premier match sans coup sûr par un artilleur des Yankees depuis le match parfait de Don Larsen en Série mondiale 1956 et le premier exploit du genre par un lanceur gaucher de l'équipe depuis 1917.
En 1984, Dave Righetti est muté à l'enclos de relève où on lui confie la mission de stoppeur en remplacement de Goose Gossage. Il s'y avère encore plus efficace que comme partant, et reçoit deux invitations (en 1986 et 1987) au match des étoiles du baseball majeur. Ces deux mêmes années, il est élu Releveur de l'année dans la Ligue américaine.
En 1986, Righetti brise le record des majeures jusque-là partagé par Dan Quisenberry et Bruce Sutter en réussissant 46 sauvetages. Cette marque tiendra jusqu'en 1990, alors que Bobby Thigpen en protégera 57 pour les White Sox de Chicago.
Les 46 sauvetages de Righetti en 1986 constituent l'actuel record (en 2009) pour un lanceur gaucher de la Ligue américaine, mais le record pour un gaucher a été battu en 1993 par Randy Myers (avec 53) pour les Cubs de Chicago de la Ligue nationale.
En 1991, il se joint comme agent libre aux Giants de San Francisco et y jouera pour 3 saisons. À sa première année, il surpasse la marque de Sparky Lyle pour le plus grand nombre de sauvetages en carrière par un lanceur gaucher. Ce record sera toutefois battu trois ans plus tard par John Franco.
Righetti a partagé la saison 1994 entre les A's d'Oakland et les Blue Jays de Toronto et a mis un terme à sa carrière en 1995 après avoir lancé pour les White Sox de Chicago.
En 718 parties jouées dans les majeures (89 comme partant et 671 en relève), la fiche victoires-défaites de Dave Righetti est de 82-79. Il a lancé 1403 manches et deux tiers, a enregistré 252 parties sauvegardées et 1112 retraits sur des prises.

## Après-carrière
Dave Righetti est de 2000 à 2017 l'instructeur des lanceurs des Giants de San Francisco. Il a sous ses ordres le double vainqueur du trophée Cy Young, Tim Lincecum. Il fait partie des équipes des Giants championnes des Séries mondiales 2010, 2012 et 2014, ainsi que du personnel d'entraîneurs de la Ligue nationale aux matchs des étoiles de 2011, 2013 et 2015.

## Palmarès
- Recrue de l'année dans la Ligue américaine en 1981.
- Releveur de l'année dans la Ligue américaine en 1986 et 1987.
- A participé au match des étoiles en 1986 et 1987.
- A lancé un match sans point ni coup sûr le 4 juillet 1983.
- A participé à la Série mondiale avec New York en 1981.
- A détenu le record de sauvetages en une saison (46) dans les majeures de 1986 à 1990.
- A détenu le record des majeures pour les sauvetages en une saison (46) pour un gaucher de 1986 à 1993.
- A détenu le record des majeures pour les sauvetages en carrière par un gaucher  de 1991 à 1993.
- Détient toujours (en 2009) le record de sauvetages en une saison (46) pour un gaucher dans la Ligue américaine.